# 2964 Jaschek
2964 Jaschek è un asteroide della fascia principale. Scoperto nel 1974, presenta un'orbita caratterizzata da un semiasse maggiore pari a 2,5955344 UA e da un'eccentricità di 0,1987318, inclinata di 13,55162° rispetto all'eclittica.